# Miss Mundo 1970
Miss Mundo 1970 foi a 20ª edição do concurso de beleza feminino de Miss Mundo. O certame idealizado pelo gerente de vendas publicitárias da Mecca Leisure Group, Eric Douglas Morley, foi realizado no dia 20 de novembro de 1970. Tendo como palco o Royal Albert Hall, o concurso reuniu cinquenta (58) candidatas - oito a mais que no ano anterior - de diferentes países. A vencedora do certame foi a primeira negra a ter ganho na história do evento, representando a ilha de Grenada, Jennifer Hosten foi coroada por Bob Hope, devido a negativa de sua antecessora, Miss Mundo 1969, Eva Rueber-Staier (mesmo estando presente na final).

## Concurso

### Compra daMeca Promotions
No dia 13 de agosto de 1970, foi anunciado que o bilionário Maxwell Joseph havia comprado 80% das ações da Meca Promotions por um valor de 36 milhões de libras, com a intenção de unir a companhia de salões de dança e proprietária do Miss Mundo, com sua cadeia Hotéis Grand Metropolitan. Alan B. Fairley, da Meca, apoiou a oferta e assinou. A mudança mais significativa no concurso após a compra de suas ações foi que o hotel sede seria o recém-inaugurado Hotel Britannia (agora conhecido como Millennium Hotel London Mayfair), construído entre 1967 e 1969 e de propriedade de Joseph.

### A ascensão de Julia Morley
A mulher por trás do grandioso evento poderia ser facilmente confundida com uma de suas concorrentes. Julia Morley permanece no comando do concurso pelo segundo ano consecutivo e conseguiu alcançar (ou manter) um total de 68 diretores nacionais este ano. No entanto, perdeu quatro países africanos (Egito, Marrocos, República Democrática do Congo e Gana) que decidiram não continuar apoiando o concurso mundial. Dos 68 países com diretores, dois deles (Chile e Quênia) não realizaram um concurso nacional neste ano. Pela enésima vez, a União Soviética foi convidada novamente a participar, mas ignorou o convite. A propósito, somente em 1970 que Julia decidiu proibir definitivamente a participação de mulheres casadas no certame.
Anualmente o número de países participantes aumentava consideravelmente, "eles não são obrigados a participar. Eles participam apenas se quiserem, disse Julia. Como ela ressalta, isso deve servir de prova da dignidade e reputação do concurso. Organizar algo que envolve tantos países era uma questão complicada, como as Nações Unidas provavelmente poderiam justificar. A Srª Morley, mãe de cinco filhos, esposa de Eric Morley, o homem que criou o concurso 20 anos antes, fez tudo com a ajuda de uma pequena equipe. Mas ela não minimizou as dificuldades e as responsabilidades. "Este não é apenas mais um concurso de beleza", disse ela, "nem é um jogo. Cada garota é uma possível vencedora, uma representante de seu país. Os países envolvidos garantem que caso sua candidata vença, ela será uma boa embaixadora. De nossa parte, cabe verificar que nada, mas nada, aconteça durante a quinzena que as meninas permanecem na cidade-sede, e que de alguma forma as prejudicam ou a imagem dos países que representam."  De 8 de novembro, quando as competidoras começam a desembarcar em Londres, até o concurso no Royal Albert Hall, em 20 de novembro, 13 mulheres jovens discretas, compreensivas e eficientes em seus uniformes roxos estarão no fundo de todas as fotos de glamour, acompanhando as candidatas. Nos dois primeiros dias em que as meninas estarão na cidade, é tarefa das acompanhantes ver se elas trouxeram tudo o que precisam, como roupas, maquiagem, etc.
Julia se juntou a enorme organização de lazer e entretenimento de seu marido pouco antes do último concurso, quando grande parte do trabalho já estava concluído. Apesar disso, houve problemas, já que a maior parte do departamento de promoções se incomodou ao ver a esposa do chefe assumir o cargo de diretora de promoções. "Eu realmente não esperava que os diretores me mantivessem após o último concurso". Julia Morley, após 10 anos de casamento e criação de uma família ("na linha de produção", como ela mesma diz), assumiu surpreendentemente bem o status de executiva. Seu entusiasmo é ilimitado, sua capacidade de liderar sua equipe jovem de forma óbvia, na maneira como lida com três telefones tocando constantemente em sua enorme mesa desarrumada. Ela transfere uma ligação das Bermudas para um assistente e continua descrevendo o concurso turco, do qual acabara de retornar.
O concurso de Miss Mundo custa a Meca cerca de £250.000 libras, embora esses gastos tenham sido arcados por vários patrocínios anuais. As 10.000 libras provenientes das bilheterias, além de alguns sorteios aleatórios, foram para o Fundo Infantil do Variety Club. Julia era benfeitora em uma escola para deficientes por alguns anos antes de trocar as crianças por belezas internacionais, claramente influenciada pelo ângulo da caridade. "O dinheiro sempre foi, sem deduções de qualquer espécie, para o Variety Club, porque tem ligações internacionais e o dinheiro vai para todo o mundo." 
A Srª Morley não tem medo sobre passar o resto da vida organizando concursos. "Espero ficar por aqui por um tempo", disse ela. "O que realmente quero é criar um departamento de promoções do qual possa me orgulhar." Ela não quer ser lembrada como a esposa do chefe e gostaria de organizar o concurso em outros países. "Por que não?", ela disse animadamente. "É uma busca internacional, em auxílio a uma instituição de caridade internacional. Eu gostaria de vê-lo realizado na Grã-Bretanha a cada dois anos e em algum outro lugar nos anos alternados. Já temos países participantes suficientes para garantir locais para os próximos 138 anos".

### Miss África do Sul e Miss Sul da África
Em 8 de outubro de 1970, foi anunciado pela organização do concurso que este ano a África do Sul seria representada por duas candidatas, uma branca e outra negra. A ideia veio de Eric Morley, que comentou: "Os opositores do apartheid me perguntaram se haveria alguma objeção a uma candidata negra da África do Sul, e eu disse "Não". Quando fiz a mesma pergunta aos organizadores da participante branca, o Johannesburg Sunday Times, eles também concordaram". A organização oficial do concurso "Miss África do Sul" só aceita a participação de mulheres brancas, que nos últimos anos provocaram protestos de grupos anti-apartheid, então Morley decidiu conceder os direitos a outra organização, que escolheu Pearl Gladys Jansen como representante negra dos sul-africanos. Para distingui-las, decidiu-se que ela seria identificada como "Miss Sul da África", enquanto a menina branca usaria a faixa de "Miss África do Sul". Mas os grupos liberais não estavam satisfeitos com isso e o líder antiapartheid, Peter Hain, sugeriu que fossem chamadas de "Miss África do Sul Branca" e "Miss África do Sul Preta" o que Morley não permitiu. Pearl, que era três centímetros mais baixa que Jillian, foi eleita pela Federação de Culturismo da África do Sul. As duas garotas mantinham uma boa amizade.
Um jornal do Kansas "The Hayls Daily News" publicou o seguinte: "Desejamos registrar um protesto, a África do Sul enviou duas participantes ao concurso Miss Mundo em Londres. Uma delas era a Miss África do Sul branca; a outra era negra. Isso não é justo com as concorrentes. Nenhum país deve enviar duas competidoras, seja ela vermelha, amarela, branca, preta ou marrom. A organização do Miss Mundo não pode evitar se a África do Sul tem uma política oficial de apartheid. E se todo país que tivesse um problema racial enviasse delegadas de todas as raças? Veja quantas concorrentes os EUA teriam. Toda cor seria representada. Talvez pudéssemos ter representantes loiras, morenas, ruivas e grisalhas também. Em concursos tão importantes e emocionantes quanto o caso Miss Mundo, é vital respeitar as regras. A África do Sul deve ser forçada a se decidir: preta ou branca. É muito injusto." 

### Mercado de Gado
Os organizadores do concurso negaram as acusações de que o evento é "um mercado de gado". Mas seus ânimos estavam agitadas quando uma das participantes apareceu em uma recepção vestindo uma blusa transparente e sem sutiã. Peter Hain, mais conhecido como o homem que liderou a campanha contra a turnê sul-africana de críquete da Inglaterra no verão, anunciou planos de interromper o concurso de beleza. Hain, vice-presidente nacional dos jovens liberais, divulgou as intenções de seu grupo de interromper o evento, que ele descreveu como "apenas um mercado de gado, degradando as mulheres". O organizador do concurso, Eric Morley, ignorou a ameaça. "Desde quando", ele perguntou, "os jovens liberais julgam a dignidade das mulheres?" 
Os organizadores do concurso disseram que militantes de esquerda ameaçaram "sabotar" a competição por permitir que uma concorrente branca da África do Sul competisse com uma negra. As duas sul-africanas disseram aos repórteres que estavam felizes em competir juntas, se consideram representantes conjuntas do seu País e que iriam se ver após o concurso, apesar das leis raciais. Peter Hain, voltou a dizer que seu grupo se manifestaria contra a inclusão de Jessup no concurso "porque ela representa a minoria branca da África do Sul". "Discordo", disse Jillian, uma loira de 20 anos que tem as mesmas medidas de Pearl. "Nós duas representamos toda a África do Sul." Pearl Jensen, Miss Sul da África disse: "Se eu for coroada, será uma vitória para todos os sul-africanos, não apenas os brancos".

### A revolta da Miss Suécia
A Miss Suécia, uma das favoritas no concurso deste ano, denunciou o evento como mercado de gado e disse que sairia se não estivesse sob contrato com os organizadores. "Eu nem quero ganhar", disse a loira Maj Christal Johansson, uma modelo de 20 anos de Estocolmo. "Fui avisada de que o concurso era como um mercado de gado e estou inclinada a concordar. Eu me sinto como uma marionete. Estou farta de pessoas gritando comigo. As rotinas de ensaio são exaustivas. Se eu não estivesse sob contrato com os organizadores, sairia imediatamente." Maj acrescentou que o acompanhamento restrito é "bastante ridículo". "No hotel em que estamos hospedados", ela disse, "não posso nem descer as escadas para comprar um jornal sem que uma acompanhante venha comigo." Um porta-voz do concurso disse: "Neste concurso sempre haverá acompanhantes para as meninas e ninguém poderá sair sem uma". Uma importante casa de aposta londrina fez da sueca uma favorita de 7 para 1 para ganhar a coroa. No dia seguinte, a garota, que parecia bipolar (ou teria sido forçada?), disse que discordava dos liberacionistas femininos que chamaram o concurso de "um mercado de gado que degrada as mulheres". Ela também disse que o concurso foi "a experiência de uma vida". "Todos sabemos o que são concursos de beleza", acrescentou.

### Bomba
Uma bomba explodiu na sexta-feira (20) sob um caminhão da British Broadcasting Corp. corrompendo equipamentos de televisão que cobririam a competição final do concurso. Por volta das 14h30 de sexta-feira, um grupo de cerca de quatro ou cinco jovens se reuniu em torno de um dos caminhões de transmissão da BBC estacionados ao lado do teatro. Elas colocaram uma bomba caseira embaixo do caminhão e correram rapidamente por Kensington Gore em direção a Notting Hill. Uma pequena quantidade de TNT, embrulhada em uma cópia do "The Times", explodiu alguns minutos depois, acordando os moradores em um bloco de apartamentos próximo, um dos quais viu jovens fugindo. Os jovens vistos saindo de cena eram membros de um grupo de anarquistas que mais tarde se autodenominariam "The Angry Brigade". Autoridades disseram que a explosão, que causou pequenos danos ao caminhão, foi uma tentativa de sabotar o concurso. Um porta-voz da organização disse: "Acreditamos em medidas pacíficas. Este incidente não tem nada a ver conosco.".

### Noite final
O concurso teve a estreia da candidata do Sul da África, Grenada e ilhas Maurício, enquanto a Espanha, Hong Kong e Porto Rico retornaram após vários anos de ausência. Os ingressos foram totalmente vendidos, não apenas 5.000 pessoas estavam presentes para assistir a final ao vivo, mas 27 milhões de pessoas (quase metade da população adulta do Reino Unido) sentavam-se coladas às telas de suas televisões para vê-las desfilando. Este ano, o concurso também seria transmitido nos Estados Unidos e na Austrália via satélite. Alguns manifestantes haviam se reunido do lado de fora do teatro antes da chegada das candidatas. Eles não fizeram nada para interromper o evento, apenas mostraram, zangados, seus cartazes chamando o concurso de mercado de gado. Às 8 horas da noite, a abertura do certame começou com a orquestra Phil Tate e o Hino Nacional Britânico. Em seguida, Eric Morley apareceu ao palco para pronunciar as habituais palavras de boas-vindas e apresentar o painel de jurados.
Depois disso, começou o desfile individual de cada uma das cinquenta e oito (58) candidatas em trajes de banho. Ao final do desfile, todas assumiram posições no palco para que os jurados pudessem avaliá-las juntas em grupos de quatro e um último, de seis. Houve um intervalo de quinze minutos, animado por Phil Tate enquanto as participantes se trocavam, colocando seus vestidos de noite. Elas passaram a desfilar individualmente e depois em grupos de quinze em seus vestidos de baile perante os juízes. Enquanto os votos eram tabulados, o grupo "Mike Sammes Singers" entretiveram a plateia.
Às 21h20, a transmissão do evento começou na BBC, ininterruptamente, com o número de abertura musical pré-gravado e as apresentações de todas as participantes em seus trajes nacionais. Eric Morley foi encarregado de apresentá-las individualmente por seu país em ordem alfabética, enquanto Keith Fordyce comentou o desfile de cada uma, informando também o nome de cada participante. Após o vídeo dos trajes típicos, a transmissão continuou ao vivo quando Michael Aspel, o mestre de cerimônias, subiu ao palco para citar quem seriam as 15 semifinalistas. As quinze desfilaram mais uma vez para o público em seus vestidos de noite e pela primeira vez para os telespectadores. Enquanto elas desfilavam, Keith Fordyce fez comentários biográficos sobre cada uma.
Após o desfile dos vestidos, Michael Aspel convidou o comediante americano Bob Hope ao palco, que por alguns minutos fez piadas baratas, como: "Estou muito feliz por estar neste mercado de gado hoje à noite". Hope teve pouco mais de 5 minutos lendo suas piadas ruins de um papelão que seus assistente segurava, quando de repente, da plateia, manifestantes começaram a jogar ovos e mísseis de farinha, além de bombas de fumaça pestilentas e uma chuva de panfletos contra o concurso. Uma bomba de farinha foi lançada contra ele, enquanto Eric Morley o puxava do palco, a segurança tentava deter as manifestantes. Depois de controlar a situação, que durou cerca de um minuto e meio, Bob voltou ao palco a pedido de Morley e disse que serviria de treinamento para sua viagem ao Vietnã. Depois disso, Hope continuou com suas piadas por mais 4 minutos. Dessa vez, Keith Fordyce pegou o microfone para apresentar as semifinalistas em seus trajes de banho, que desfilaram individualmente enquanto Aspel, um pouco desfocado, comentava alguns dados físicos de cada uma delas.
As sete finalistas foram: Miss África do Sul, Brasil, Granada, Israel, Sul da África, Suécia e Reino Unido. Enquanto o veredicto dos juízes era tabulado, Eva Rueber-Staier, com uma capa de seda verde, fez seu último desfile. Os dançarinos de Lionel Blair se juntaram a ela, que dançaram ao seu lado para se despedir de seu reinado. Michael Aspel chamou o diretor da Meca, Alan B. Fairley no palco para anunciar os prêmios e Eric Morley para anunciar os resultados em ordem inversa. Atrás do palco, as sete finalistas estavam esperando, muito nervosas, para conhecer a decisão dos juízes. As quatro finalistas seriam coroadas nos bastidores por um oficial do concurso e, uma vez no palco, Fairley entregaria a elas seu troféu de prata. Os resultados finais foram os seguintes:
Em quinto lugar, estava a Miss África do Sul (Jillian Elizabeth Jessup), que ganhou um prêmio de £ 100; na quarta posição, a grande favorita do evento, Miss Suécia (Maj Christal Johansson), com um cheque de 150 libras esterlinas; em terceiro lugar e vencedora de um cheque de £ 250, Miss Israel (Irith Lavi). Em segundo lugar e vice-campeã, Miss Sul da África (Pearl Gladys Jansen), com 500 libras esterlinas. Nos bastidores, três jovens aguardavam ansiosamente o resultado: Miss Brasil, Grenada e Miss Reino Unido.
Então, foi anunciado que a nova Miss World 1970 era… Miss Grenada. Em choque, Jennifer Josephine Hosten, uma morena de 1,80m de altura, cabelos pretos e olhos castanhos, a primeira representante da ilha na história do concurso, recebeu sua faixa atrás do palco (aliás, um novo desenho com fundo branco e letras amarelas, e que caía do ombro direito e não do esquerda como nos anos anteriores) e subiu ao palco para se sentar no trono real enquanto dois assistentes colocavam a capa (também com novo design, em ouro e com um corte no estilo Cleópatra) e Fairley entregou a ela o troféu de prata. Bob Hope estava encarregado da cerimônia de coroação com a nova coroa de ouro avaliada em 500 libras. Um assistente substituiu o troféu pelo cetro, de modo que a jovem aeromoça de 23 anos e a primeira Miss Mundo negra, deu seu passeio triunfal com os acordes da marcha clássica do evento. A novíssima eleita recebeu um cheque de 2.500 libras esterlinas, um teste de filme e a possibilidade de ganhar milhares de libras a mais em publicidade e aparições pessoais durante seu ano de reinado.
Ao final da transmissão, às 22h40, a vencedora e suas finalistas posaram para as fotos e depois foram ao "Café de Paris", que voltou a ser o local do "Baile da Coroação", onde receberam oficialmente seus prêmios. Da mesma forma, Miss Brasil e Miss Reino Unido receberam seus cheques de 50 e 25 libras, respectivamente, quando alcançaram o sexto e o sétimo lugar na competição. A propósito, Miss Suíça e Jamaica se recusaram a comparecer ao baile da coroação. A suíça disse: "Não tenho nada contra as meninas de cor, mas não sei como a Miss Grenada venceu.

### Mais sobre a interrupção
O comediante Bob Hope estava no microfone contando piadas quando se ouve da plateia a afirmação: "Pobres vacas!" a voz de uma mulher gritou. De repente, as mulheres do outro lado do corredor saltaram de seus assentos, assobiando e chocalhando. Elas desceram oito fileiras até o palco, bombardeando-o com bombas fedorentas, panfletos e frutas podres. Uma bomba de tinta explodiu aos pés de Hope e ele se afastou do palco quando os mísseis começaram a voar. Cerca de 50 mulheres e alguns homens jogaram bombas de fumaça, fedor, tinta e panfletos em uma breve demonstração durante o concurso e gritaram: "Somos libertacionistas! Devemos proibir este mercado de gado vergonhoso!". Um manifestante jogou um objeto usado em jogos de futebol entre os juízes, que incluiu o primeiro ministro de Granada, Eric Gairy. O chocalho pegou outro juiz, uma cantora dinamarquesa, e saltou para o pé de outro, o cantor americano Glen Campbell. Uma bomba de tinta espirrou em um funcionário próximo e o palco foi brevemente inundado pelo cheiro de bombas de fumaça. Os juízes e as competidoras escaparam ilesos dos ferimentos. A polícia entrou, reuniu os mais de 50 manifestantes e os conduziu rapidamente às saídas. As 5.000 pessoas no salão vaiaram a desaprovação do tumulto.

### Vitória contestada
Jennifer Hosten, recebeu queixas de que havia vencido o concurso de beleza porque o primeiro-ministro de seu país era um dos nove jurados. Ela disse que não estava preocupada com as queixas dos telespectadores sobre sua vitória. "Haviam 58 de nós e todo mundo tem o direito de ter a sua favorita", disse. Os jornais de Londres fizeram manchetes de telespectadores reclamando da seleção da granadina como vencedora do concurso. Um porta-voz da competição, disse que o primeiro-ministro não fez uma viagem especial a Londres para o evento, e que estava lá visitando.
Eric Morley tentou apaziguar o furor, admitindo que a candidata de Grenada não era o voto do primeiro-ministro para compor as finalistas, "era Miss Guiana", e completou: "e ela nem alcançou as finais". O inquérito pós-concurso revelou que a vencedora, cujo primeiro ministro estava no júri, ficou em segundo lugar na votação. Quatro (4) votos dos nove (9) jurados foram para a senhorita Suécia. Mas a representante de Grenada, que tinha dois votos para o primeiro lugar, recebeu o prêmio por causa do sistema de "maioria absoluta". Isso significava que, se uma garota não tinha maioria absoluta para vencer (cinco votos dos nove jurados), contava-se então o número de votos para segundo lugar, nos quais a Miss Granada havia obtido cinco deles. E, portanto, ela tinha mais possibilidades do que a loira sueca. Em uma coletiva de imprensa, ele demonstrou os votos dos jurados, sem os nomes dos mesmos, sendo a menção de "1" (primeiro lugar) o equivalente a 7 pontos e os demais em ordem decrescente, até chegar a 1 ponto:
| Jurado   |    |    | Israel | Suécia |    | Brasil | Reino Unido |
| Jurado 1 | 1  | 3  | 2      | 7      | 4  | 5      | 6           |
| Jurado 2 | 1  | 2  | 5      | 7      | 3  | 6      | 4           |
| Jurado 3 | 2  | 1  | 5      | 7      | 6  | 3      | 4           |
| Jurado 4 | 2  | 1  | 3      | 4      | 7  | 6      | 5           |
| Jurado 5 | 3  | 6  | 1      | 5      | 2  | 4      | 7           |
| Jurado 6 | 2  | 3  | 4      | 1      | 7  | 5      | 6           |
| Jurado 7 | 2  | 3  | 4      | 1      | 7  | 5      | 6           |
| Jurado 8 | 7  | 6  | 4      | 1      | 2  | 3      | 5           |
| Jurado 9 | 2  | 4  | 5      | 1      | 3  | 7      | 6           |
| Total    | 50 | 43 | 39     | 38     | 31 | 28     | 23          |

### Tentativa de renúncia de Julia Morley
Julia Morley renunciou ao cargo de organizadora do concurso na segunda-feira (23), à noite, depois das acusações de que o concurso de beleza da última sexta-feira foi "comprado". "Este é o único curso de ação que posso tomar", disse. Ela afirmou que estava "doente" por causa das alegações de que o concurso, vencido por Miss Grenada, Jennifer Hosten, só venceu porque o Primeiro Ministro de Grenada, Eric Gairy, tinha sido um dos juízes. "É absolutamente malicioso sugerir que o senhor Gairy seria uma das partes envolvidas no concurso. Mesmo sem o voto dele, a senhorita Grenada teria vencido", disse Julia Morley, 31 anos. "Se tantas pessoas pensam que minha escolha de juízes estava errada, então não posso ser a pessoa certa para o trabalho. Como fui a responsável por convidar o primeiro-ministro a se tornar juiz no concurso, decidi renunciar por uma questão de princípios", acrescentou. Enquanto isso, Hosten e Gairy riram das sugestões do público de que o concurso foi comprado.
Eric Morley disse: "Estou tentando convencer minha esposa a não desistir há várias horas". A decisão dela foi sobre a eleição do primeiro ministro de Granada, Eric Gairy, como juiz. Ele deu um dos dois votos que a senhorita Grenada recebeu. "Acho que ela fez o trabalho melhor do que ninguém nos vinte anos de história do concurso." A senhora Morley disse em sua casa em Dulwich: "Sinto muito pelo primeiro-ministro Gairy, não o culpo absolutamente pelo que aconteceu. Mas eu já tomei minha decisão, e isso é final". No início da noite. A Srª Morley negou que pretendia renunciar. Ela disse: "Se eu concorrer no próximo ano, farei exatamente da mesma maneira. Eu vou escolher o mesmo tipo de juízes".

### Curiosidades
Eric Morley, que organiza o concurso, disse que ele e Gairy, primeiro-ministro de Grenada, foram acusados de manipular o resultado. "Eu nunca conheci o Sr. Gairy antes do concurso", disse Morley. "Mesmo que todas as suas pontuações tivessem sido eliminadas da votação, Miss Grenada ainda teria vencido." O primeiro-ministro da Grenada, Eric Gairy, comentou: "A última vez que Miss Reino Unido foi eleita Miss Mundo, havia cinco juízes britânicos no painel, então por que tanta confusão agora?";
O concurso exibido na BBC One na sexta-feira, 20 de novembro, foi visto em 10.550.000 residências britânicas, a maior audiência de televisão do ano, segundo dados publicados.
Quando os manifestantes começaram a lançar os "mísseis" feitos de tinta das poltronas, Bob Hope aterrorizado tentou fugir, mas Julia Morley o deteve e insistiu que o show continuasse. Eric Morley disse: "Convidei-o para voltar ao palco e o apresentei como um homem muito corajoso. Mas Julia me disse depois: "Homem corajoso, meu pé! Eu tive que me desdobrar para mantê-lo lá!".
"Eu não sabia da controvérsia até a noite final", recordou Hosten em uma entrevista por telefone. "Eu nem sabia que o primeiro ministro de Granada seria juiz. Eu não fazia ideia!".
Miss Austrália nasceu no Quênia de pais britânicos e viveu por um tempo na Grã-Bretanha. Aos 12 anos, sua família se mudou para Sydney, na Austrália, mas seu irmão mais velho ficou na Inglaterra. Ao chegar a Londres para o concurso, a beldade australiana anunciou à imprensa que esperava entrar em contato com seu irmão George, 27 anos, que ela não via há sete anos. Depois que os jornais publicaram a história, seu irmão procurou por ela e os dois finalmente se reuniram. George Kemp brincou: "Eu trabalho como entregador, mas não reconheci Valli quando ela saiu do avião. Ela mudou!".
Um dia antes do concurso, a Miss Sul da África foi às lojas Harrod's com sua acompanhante Maureen Edwards para comprar um vestido de noite de última hora, porque o vestido que eles deram a ela em seu país, um rosa bastante desarrumado, não a fez se sentir confortável. Ela comprou um vestido branco com mangas largas que usou na final.
A Miss África do Sul, Jillian Jessup foi a única concorrente casada e a última na história do evento, pois Julia Morley decidiu que a partir daquele ano ela não aceitaria mais nenhuma mulher casada.
Mais de duas décadas depois, Miss Suécia, Marjorie Christal Johansson, continuou a afirmar que havia sido enganada e que merecia o título.

### Campeã
Jennifer Josephine Hosten nasceu em 31 de outubro de 1947 em Saint George's, capital de Grenada. Sua mãe era canadense e seu pai, granadino. Ela estudou em Londres e foi treinada na BBC como apresentadora de rádio aos 18 anos de idade (1965). Ela trabalhou no rádio em sua terra natal,e mais tarde tornou-se comissária de bordo da British West Indies Airways. Em 1970, durante um voo comercial, ela conheceu a Miss Guiana, que a incentivou a inscrever-se no concurso regional, que ela posteriormente iria vencer. Depois de eleita Miss Mundo, ela voltou para casa por Nova York, e chegou à ilha caribenha sendo recebida com todas as honras. O governo declarou feriado e selos foram emitidos em sua homenagem.
Ela retornou a Londres em 11 de dezembro e no dia seguinte começou a turnê com Bob Hope. A turnê mundial das bases americanas começou em 12 de dezembro em Norfolk, e tropas de muitas bases próximas compareceram. A turnê cobriu a Inglaterra, Alemanha Ocidental, Vietnã, Tailândia, Coreia e Alasca e voltou a Hollywood em 29 de dezembro. Depois de retornar a Londres, ela fez inúmeras outras aparições pessoais em todo o mundo, apesar da controvérsia em torno de sua vitória. Jennifer completou com sucesso seu ano de reinado e coroou sua sucessor no ano seguinte.
Trabalhou com a Air Canada em relações com os clientes e casou-se com o engenheiro canadense David Craig, 27 anos, gerente da IBM nas Bermudas, em Grenada. Eles viveram nas Bermudas até o inverno de 1973, quando se mudaram para uma comunidade rural em Ontário, Canadá. Hosten fez um mestrado em Ciência Política e Relações Internacionais pela Universidade Carleton (Ottawa), escrevendo sua tese sobre como o Acordo de Livre Comércio da América do Norte impactou os países do Caribe. Ela teve dois filhos, Sophia e Beau Craig. Em 1978, o primeiro-ministro sugeriu-lhe uma posição nas Nações Unidas em Nova York, mas Hosten recusou a oferta. Porém, aceitou ser embaixadora de Granada no Canadá, um trabalho que fez de 1978 a 1981.
Ela participou como jurada no Miss Mundo 1978, em 1980, organizou o concurso "Miss Canadá" para o Miss Mundo e foi convidada especial no aniversário da competição, celebrado em Londres em 2000. Sua sobrinha representou Trinidad Tobago no Miss Mundo 1981, onde foi semifinalista. Hosten se casou pela segunda vez, desta vez com Shaun Sarsfield, um empresário de quem se divorciou em 2009. Em 2004, ela sobreviveu a um poderoso furacão que devastou Granada. Ela abriu o Jenny's Place, de frente para a praia em Grand Anse Beach, em agosto de 2005. No final de 2006, obteve a franquia do seu País para o Miss Mundo, concurso que ela realizou apenas uma vez, para a edição de 2007. Ela publicou sua autobiografia "Beyond Miss World" em 2008, que havia escrito em conjunto com seu segundo marido, Shaun Sarsfield.
Em 13 de março de 2020, foi lançado um filme chamado "Misbehavior", que conta tudo o que aconteceu no concurso 50 anos antes. Hosten foi convidado para a prévia em Londres em 22 de novembro de 2019. O papel de Jennifer Hosten no filme foi caracterizado pela atriz Gugu Mbatha-Raw.

## Resultados
| Posição                 | País e Candidata |
| Vencedora               | - Grenada - Jennifer Hosten |
| 2º. Lugar               | - Sul da África - Pearl Jansen |
| 3º. Lugar               | - Israel - Irit Lavi |
| 4º. Lugar               | - Suécia - Majorie Johansson |
| 5º. Lugar               | - África do Sul - Jillian Jessup |
| 6º. Lugar               | - Brasil - Sônia Guerra |
| 7º. Lugar               | - Reino Unido - Yvonne Ormes |
| (TOP 15) Semifinalistas | - Austrália - Valli Kemp - Ceilão - Yolanda Ahlip - Equador - Sofia Nimbriotis - Estados Unidos - Sandra Wolsfeld - Filipinas - Minerva Manalo - Guiana - Jennifer Wong - Índia - Heather Faville - Iugoslávia - Teresa Djelmis |

     Colocação não-oficial, revelada posteriormente ao final do evento.

## Jurados
Ajudaram a definir a campeã:
1. Joan Collins, atriz;
2. Nat Cohen, produtor de filmes;
3. Peter Dimmock, executivo da BBC;
4. Fatehsinghrao Gaekwad, Marajá de Baroda;
5. Joseph Alseka, alto comissário do Malawi no Reino Unido;
6. Roesmin Noerjadin, embaixador da Indonésia;
7. Eric Gairy, primeiro-ministro da Grenada;
8. Baronesa Van Pallandt, cantora e atriz;
9. Glen Campbell, cantor;

## Candidatas
Disputaram o título este ano:
| - África do Sul - Jillian Elizabeth Jessup - Alemanha - Dagmar Eva Ruthenberg - Argentina - Patricia Maria Charré Salazar - Austrália - Valli Kemp - Áustria - Rosemarie Resch - Bahamas - June Justina Brown - Bélgica - Francine Martin - Brasil - Sônia Yara Guerra - Canadá - Norma Joyce Hickey - Ceilão - Yolanda Shahzadi Ahlip - Chipre - Louiza Anastasiades - Colômbia - Carmelina Bayona Vera - Coreia do Sul - Lee Jung-hee - Dinamarca - Winnie Hollman - Equador - Sofia Virginia Monteverde Nimbriotis - Espanha - Josefina Román Gutiérrez - Estados Unidos - Sandra Anne Wolsfeld - Filipinas - Minerva Manalo Cagatao - Finlândia - Hannele Hamara - França - Micheline Beaurain - Gâmbia - Princess Margaret Davies - Gibraltar - Carmen Gómez - Grenada - Jennifer Josephine Hosten - Grécia - Giouli Vardi - Guiana - Jennifer Diana Evan Wong - Holanda - Patricia Hollman - Hong Kong - Ann Lay - Índia - Heather Corinne Faville - Irlanda - Molly Elizabeth McKinley | - Islândia - Anna Scheving Hansdóttir - Israel - Irit Lavi - Itália - Marika De Poi - Iugoslávia - Teresa Djelmis - Jamaica - Elizabeth Ann Lindo - Japão - Hisayo Nakamura - Líbano - Georgina Rizk - Libéria - Mainusa Wiles - Luxemburgo - Rita Massard - Malásia - Mary Anne Wong Keat Choon - Malta - Marthese Galea - Maurício - Florence Muller - México - Libia Zulema López Montemayor - Nicarágua - Evangelina Lacayo - Nigéria - Stella Owivri - Noruega - Aud Fosse - Nova Zelândia - Glenys Elizabeth Treweek - Porto Rico - Alma Doris Pérez Vélez - Portugal - Ana Maria Diogo Lucas - Reino Unido - Yvonne Anne Ormes - República Dominicana - Fátima Ocoa - Seicheles - Nicole Barallon - Suécia - Majorie Christel Johansson - Suíça - Sylvia Christina Weisser - Sul da África - Pearl Gladys Jansen - Tailândia - Tuanjai Amnakamart - Tunísia - Kaltoum Khouildi - Turquia - Afet Tugbay - Venezuela - Tomasa De Las Casas Mata |

## Histórico

### Desistências
- Bermudas - Margaret Hill
- Checoslováquia - Xenie Hallová
- Costa Rica - Julie Haydee Brenes Fonseca
- Paraguai - Lilian Margarita Fleitas Heisecke
- Singapura - Lovie Gaye